# پتی کارتو
پتی کارتو (به انگلیسی: Patty Caretto) (زادهٔ ۴ ژانویهٔ ۱۹۵۳) شناگر اهل ایالات متحده آمریکا است.